# ولنتینو
ولنتینو (ایتالیایی: Valentino SpA) شرکت کالای لوکس ایتالیایی است، که در زمینه طراحی، تولید و توزیع کیف و کفش، ساعت، پوشاک و عطر فعالیت می‌نماید.
شرکت ولنتینو در سال ۱۹۶۰ توسط طراح مد ایتالیایی والنتینو گاراوانی، در شهر رم تأسیس شد.
در سال ۱۹۹۸، این طراح شرکتش را به هلدینگ حوزه‌های صنعتی به مبلغ ۳۰۰ میلیون دلار فروخت. در سال ۲۰۰۲، هلدینگ حوزه‌های صنعتی ولنتینو را به گروه لوکس مارزوتو فروخت.
در سال ۲۰۰۸ اکثریت سهام آن توسط سازمان سرمایه‌گذاری قطر خریداری گردید. دفتر مرکزی این شرکت در شهر میلان، ایتالیا قرار دارد.
در پایان سال ۲۰۱۱، موزه مجازی ولنتینو گاراوانی در وب‌سایتی به همین نام به‌عنوان منبعی برای زندگی و کارهای ولنتینو راه‌اندازی شد.
با توجه به اینکه والنتینو گاراوانی خودش را به‌عنوان طراحی برتر در زمینه پوشاک گران‌قیمت و شیک ایتالیایی به جهان شناساند، در سال ۱۹۶۷ برای «کالکشن بدون رنگ» اش برنده جایزه معتبر نیمن مارکوس شد. این کالکشن بود که موجب شد، تا نماد «V» به نشان تجاری جهانی ولنیتنو بدل شود.